# Champions de France de natation en bassin de 50 m du 50 m nage libre
Cet article contient une liste des champions de France de natation en bassin de 50 m du 50 m nage libre ainsi que diverses informations associées.

## Liste
| Championnat | Lieu                   | Athlète                        | Naissance | Âge   | Club                               | Temps           |
| ----------- | ---------------------- | ------------------------------ | --------- | ----- | ---------------------------------- | --------------- |
| 1980 hiver  | Bordeaux               | René Ecuyer                    |           |       | Cercle des nageurs d'Antibes       | 24 s 25*        |
| 1980 été    | Brive-la-Gaillarde     | non disputé                    |           |       |                                    |                 |
| 1981 hiver  | La Rochelle            | Ivan Boutteville               |           |       | Racing Club de France              | 23 s 70 RF*     |
| 1981 été    | Dunkerque              | non disputé                    |           |       |                                    |                 |
| 1982 hiver  | Toulouse               | Ivan Boutteville               |           |       | Dauphins de Créteil                | 23 s 84*        |
| 1982 été    | Megève                 | Ivan Boutteville               |           |       | Dauphins de Créteil                | 24 s 04         |
| 1983 hiver  | Tours                  | Jean-Michel Mattiusi           |           |       | CN Vitry                           | 24 s 23*        |
| 1983 été    | Bordeaux               | Ivan Boutteville               |           |       | Dauphins de Créteil                | 23 s 91         |
| 1984 hiver  | Strasbourg             | Stéphan Caron                  | 1966      | 18    | Club des Vikings de Rouen          | 23 s 81         |
| 1984 été    | Georges Vallerey       | Stéphan Caron                  | 1966      | 18    | Club des Vikings de Rouen          | 23 s 59         |
| 1985 hiver  | Aix-en-Provence        | Stéphan Caron                  | 1966      | 19    | Club des Vikings de Rouen          | 23 s 86         |
| 1985 été    | Dunkerque              | Laurent Viquerat               |           |       | AM Vittel                          | 24 s 09         |
| 1986 hiver  | Rennes                 | Stéphan Caron                  | 1966      | 20    | Club des Vikings de Rouen          | 23 s 54 RF      |
| 1986 été    | Millau                 | Stéphan Caron                  | 1966      | 20    | Club des Vikings de Rouen          | 23 s 55         |
| 1987 hiver  | Mulhouse               | Stéphan Caron                  | 1966      | 21    | Club des Vikings de Rouen          | 23 s 26 RF      |
| 1987 été    | Strasbourg             | Christophe Kalfayan            | 1969      | 18    | Cercle des nageurs d'Antibes       | 23 s 61         |
| 1988 hiver  | Vittel                 | Stéphan Caron                  | 1966      | 22    | Club des Vikings de Rouen          | 23 s 40         |
| 1988 été    | Dunkerque              | Stéphan Caron                  | 1966      | 22    | Club des Vikings de Rouen          | 23 s 32         |
| 1989 hiver  | Forbach                | Stéphan Caron                  | 1966      | 23    | Racing Club de France              | 23 s 18         |
| 1989 été    | Paris Georges Vallerey | Christophe Kalfayan            | 1969      | 20    | Cercle des nageurs d'Antibes       | 23 s 13         |
| 1990 hiver  | La Rochelle            | Christophe Kalfayan            | 1969      | 21    | Cercle des nageurs d'Antibes       | 23 s 18         |
| 1990 été    | Narbonne               | Stéphan Caron                  | 1966      | 24    | Racing Club de France              | 22 s 93         |
| 1991 hiver  | Saint-Étienne          | Christophe Kalfayan            | 1969      | 22    | Cercle des nageurs d'Antibes       | 22 s 98         |
| 1991 été    | Millau                 | Stéphan Caron                  | 1966      | 25    | Racing Club de France              | 22 s 74 RF      |
| 1992 hiver  | Dunkerque              | Christophe Kalfayan            | 1969      | 23    | CN Antibes                         | 22 s 74 RF      |
| 1992 été    | Mennecy                | Jean-Laurent Graye             | 1974      | 17    | SA Mérignac                        | 23 s 61         |
| 1993 hiver  | Mennecy                | Christophe Kalfayan            | 1969      | 24    | Cercle des nageurs d'Antibes       | 22 s 68         |
| 1993 été    | Paris Georges Vallerey | Gilles Dumesnil                |           |       | Compiègne JN                       | 23 s 67         |
| 1994 hiver  | Lille                  | Christophe Kalfayan            | 1969      | 25    | Cercle des nageurs d'Antibes       | 22 s 64         |
| 1994 été    | Aix-les-Bains          | Gilles Dumesnil                |           |       | Compiègne JN                       | 23 s 50         |
| 1995 hiver  | Mennecy                | Gilles Dumesnil                |           |       | Compiègne JN                       | 23 s 43         |
| 1995 été    | Canet-en-Roussillon    | Franck Schott                  |           |       | RCF                                | 23 s 12         |
| 1996 hiver  | Dunkerque              | Christophe Kalfayan            | 1969      | 27    | Cercle des nageurs d'Antibes       | 22 s 73         |
| 1996 été    | Montpellier            | Christophe Kalfayan            | 1969      | 27    | Cercle des nageurs d'Antibes       | 23 s 00         |
| 1997        | Mennecy                | Julien Sicot                   | 1978      | 19    | Marsouins Schœlcher                | 23 s 08         |
| 1998        | Amiens                 | Julien Sicot                   | 1978      | 20    | Marsouins Schœlcher                | 23 s 19         |
| 1999        | Dunkerque              | Salim Iles                     | 1975      | 24    | RCF                                | 23 s 00         |
| 2000        | Rennes                 | Romain Barnier                 | 1976      | 24    | Cercle des nageurs d'Antibes       | 22 s 65         |
| 2001        | Chamalières            | Salim Iles (open) Julien Sicot | 1975 1978 | 26 23 | Racing Club de France CS Clichy 92 | 22 s 66 23 s 02 |
| 2002        | Chalon-sur-Saône       | Salim Iles (open) David Maitre | 1975 1980 | 27 22 | Racing Club de France CS Clichy 92 | 22 s 81 22 s 83 |
| 2003        | Saint-Étienne          | Salim Iles Frédérick Bousquet  | 1975 1981 | 28 22 | Racing Club de France CS Clichy 92 | 22 s 55 22 s 56 |
| 2004        | Dunkerque              | David Maitre                   | 1980      | 24    | CS Clichy 92                       | 22 s 51         |
| 2005        | Nancy                  | Frédérick Bousquet             | 1981      | 24    | CS Clichy 92                       | 22 s 37         |
| 2006        | Tours                  | Frédérick Bousquet             | 1981      | 25    | Cercle des nageurs de Marseille    | 22 s 30         |
| 2007        | Saint-Raphaël          | Alain Bernard                  | 1983      | 24    | Cercle des nageurs d'Antibes       | 21 s 76 RF      |
| 2008        | Dunkerque              | Amaury Leveaux                 | 1985      | 23    | Mulhouse Olympic Natation          | 21 s 38 RE      |
| 2009        | Montpellier            | Frédérick Bousquet             | 1981      | 28    | Cercle des nageurs de Marseille    | 20 s 94 RM      |
| 2010        | Saint-Raphaël          | Frédérick Bousquet             | 1981      | 29    | Cercle des nageurs de Marseille    | 21 s 71         |
| 2011        | Schiltigheim           | Frédérick Bousquet             | 1981      | 30    | Cercle des nageurs de Marseille    | 21 s 82         |
| 2012        | Dunkerque              | Amaury Leveaux                 | 1985      | 27    | Lagardère Paris Racing             | 21 s 93         |
| 2013        | Rennes                 | Florent Manaudou               | 1990      | 23    | Cercle des nageurs de Marseille    | 21 s 55         |
| 2014        | Chartres               | Florent Manaudou               | 1990      | 24    | Cercle des nageurs de Marseille    | 21 s 70         |
| 2015        | Limoges                | Florent Manaudou               | 1990      | 25    | Cercle des nageurs de Marseille    | 21 s 70         |
| 2016        | Montpellier            | Florent Manaudou               | 1990      | 26    | Cercle des nageurs de Marseille    | 21 s 42         |